# 14 ربيع الآخر
- السبت
- الأحد
- الاثنين
- الثلاثاء
- الأربعاء
- الخميس
- الجمعة

- 2528 سبتمبر 2024
- 2629 سبتمبر 2024
- 2730 سبتمبر 2024
- 281 أكتوبر 2024
- 292 أكتوبر 2024
- 303 أكتوبر 2024
- 14 أكتوبر 2024
- 25 أكتوبر 2024
- 36 أكتوبر 2024
- 47 أكتوبر 2024
- 58 أكتوبر 2024
- 69 أكتوبر 2024
- 710 أكتوبر 2024
- 811 أكتوبر 2024
- 912 أكتوبر 2024
- 1013 أكتوبر 2024
- 1114 أكتوبر 2024
- 1215 أكتوبر 2024
- 1316 أكتوبر 2024
- 1417 أكتوبر 2024
- 1518 أكتوبر 2024
- 1619 أكتوبر 2024
- 1720 أكتوبر 2024
- 1821 أكتوبر 2024
- 1922 أكتوبر 2024
- 2023 أكتوبر 2024
- 2124 أكتوبر 2024
- 2225 أكتوبر 2024
- 2326 أكتوبر 2024
- 2427 أكتوبر 2024
- 2528 أكتوبر 2024
- 2629 أكتوبر 2024
- 2730 أكتوبر 2024
- 2831 أكتوبر 2024
- 291 نوفمبر 2024
- 302 نوفمبر 2024
- 13 نوفمبر 2024
- 24 نوفمبر 2024
- 35 نوفمبر 2024
- 46 نوفمبر 2024
- 57 نوفمبر 2024
- 68 نوفمبر 2024

14 ربيع الآخر أو 14 ربيع الثاني أو يوم 14 \ 4 (اليوم الرابع عشر من الشهر الرابع) هو اليوم الثالث بعد المائة (103) من أيَّام السنة (أو الرابع بعد المائة لو كان شهر صفر مُتممًا لليوم الثلاثين) وفق التقويم الهجري القمري (العربي). يبقى بعده 251 أو 252 يومًا لانتهاء السنة.

## أحداث
- 588هـ - الحشاشون يغتالون ملك مملكة بيت المقدس المنتخب كونراد وذلك أثناء الحملة الصليبية الثالثة.
- 688هـ - السلطان المملوكي المنصور قلاوون ينجح في استرداد مدينة طرابلس من أيدي الصليبيين، بعد أن كان يواصل جهود بيبرس في تصفية الوجود الصليبي في الشام.
- 1133هـ - اليونانيون يشعلون ثورة كبيرة ضد الدولة العثمانية في شبه جزيرة المورة، ويتمكنون من الاستيلاء على اليونان بأكملها وارتكاب مذابح بشعة ضد المسلمين، ودامت هذه الثورة ستة سنوات.
- 1368هـ - اغتيال الإمام حسن البنا، مؤسس حركة الاخوان المسلمين.
- 1371هـ - الأحزاب المغربية تشكل جبهة وطنية واحدة وتتقدم بمذكرة للملك تطالب فيها بالاستقلال.
- 1424هـ - حاكم إمارة رأس الخيمة الشيخ صقر بن محمد القاسمي يعزل ابنه الأكبر الشيخ خالد من ولاية العهد ويعين ابنه الشيخ سعود مكانه.
- 1429هـ - مقتل ناشطين من حزب الكتائب اللبنانية بإطلاق نار في زحلة وذلك بعد افتتاح بيت الكتائب.
- 1430هـ - إجراء الانتخابات الرئاسية الجزائرية والتي يتنافس فيها ستة هم الرئيس المنتهية ولايته عبد العزيز بوتفليقة وأمين عام حزب العمال الجزائري والمرأة الوحيدة المرشحة لويزة حنون ورئيس الجبهة الوطنية الجزائرية موسى تواتي ورئيس حزب عهد 54 علي فوزي رباعين ومحمد جهيد تونسي ومرشح حزب العدالة والحرية محمد السعيد.
- 1432هـ -
  - وقوع معركة بنغازي الثانية، ثم بدأ العملية العسكرية ضد النظام الليبي وذلك تنفيذًا لقرار مجلس الأمن الدولي رقم 1973 والقاضي بفرض منطقة حظر للطيران العسكري فوق الأراضي الليبية.
  - إجراء استفتاء تعديل الدستور في مصر وذلك بعد الثورة الشعبية ضد نظام حسني مبارك.
- 1436هـ - الإعلان عن إعدام الطيار الأردني معاذ الكساسبة حرقاً علي يد عناصر تابعة لتنظيم الدولة الإسلامية، والحُكومة الأُردُنيَّة ترُد بإعدام ساجدة الريشاوي وزياد الكربولي.
- 1439هـ - الرئيس السوري بشار الأسد يصدر مرسوماً يقضي بإجراء تعديل حكومي يشمل وزراء الدفاع والصناعة والإعلام.
- 1440هـ - أمواج تسونامي تضرب مضيق سوندا في إندونيسيا، وتتسبب على الأقل في مقتل 437 شخصًا وإصابة 14,059 آخرين.
- 1441هـ - أرامكو السعودية تُصبح أغلى شركة في العالم، بقيمة تجاوزت 1.88 تريليون دولار، وذلك في اليوم الأول لتداول أسهمها في السوق المالية السعودية، وتدفع بالأخير ليصير التاسع بين الأسواق المالية العالمية.

## مواليد
- 1325 هـ - أحمد حسن الباقوري، عالم مسلم مصري.
- 1336 هـ - تمام حسان، نحوي ولغوي مصري.
- 1360 هـ - غريب محمود، ممثل مصري.
- 1369 هـ - سلوى القطريب، مغنية لبنانية.
- 1375 هـ - حسن شيخ محمود، رئيس الصومال الثامن.
- 1384 هـ - صفاء الطوخي، ممثلة مصرية.
- 1388 هـ - حسيبة بولمرقة، عدائة جزائرية.
- 1393 هـ - منى أبو سليمان، إعلامية سعودية.
- 1400 هـ - جيمي تراوري، لاعب كرة قدم من مالي.

## وفيات
- 588هـ - كونراد، ملك مملكة بيت المقدس.
- 1368هـ - حسن البنا، مؤسس حركة الاخوان المسلمين.
- 1381هـ - صالح عبد الحي، مطرب من أعلام الغناء الشرقي القديم.
- 1416هـ - محمد الحاج سلام أمزيان، سياسي مغربي.
- 1417 هـ - حنا جاسر، شاعر فلسطيني.
- 1427هـ - حسين مازق، رئيس وزراء ليبيا.
- 1428هـ - عمران بحر، ممثل مصري.
- 1432هـ - محمد نبوس، صحفي ليبي.
- 1436هـ -
  - ساجدة الريشاوي، انتحارية عراقية.
  - زياد خلف رجا الكربولي، مسؤول الغنائم المزعوم في تنظيم أبي مصعب الزرقاوي.
- 1438هـ -
  - كريمة مختار، ممثلة مصرية.
  - مساعد الرشيدي، شاعر سعودي.
- 1440هـ - طلال بن عبد العزيز آل سعود، أمير سعودي.

## وصلات خارجية
- موقع قصة الإسلام: حدث في شهر ربيع الأوَّل.